# Окая (Наґано)

36°4′1″ пн. ш. 138°2′58″ сх. д. / 36.06694° пн. ш. 138.04944° сх. д.
Ока́я (яп. 岡谷市, おかやし, МФА: [okaja ɕi̥]) — місто в Японії, в префектурі Наґано.

## Короткі відомості
Розташоване в центральній частині префектури, на північно-західному березі озера Сува. Виникло на основі сільських поселень раннього нового часу. Після реставрації Мейдзі було центром шовківництва. Отримало статус міста 1936 року. Основою економіки є виробництво електротоварів та високоточної техніки, інформаційні технології, комерція. Станом на 1 квітня 2009 площа міста становила 85,14 км². Станом на 1 липня 2011 населення міста становило 52 487 осіб.